# Эксетер
Э́ксетер  (англ. Exeter МФА: [ˈɛksɨtə]о файле или [ˈɛksɨtər], корн. Karesk) — главный город графства Девоншир в Юго-Западной Англии. Расположен на судоходной реке Экс, в 15 км выше её впадения в Ла-Манш. Население — 131 405 человек.

## География
Эксетер находится в юго-западной части Великобритании. Город расположен в 130 км к западу-юго-западу от Солсбери, в 254 км к западу-юго-западу от Лондона, в 29 км к северу от Торки, в 58 км к северо-востоку от Плимута и в 119 км к востоку-северо-востоку от Труро.

### Климат
В городе мягкий влажный морской климат, типичный для юга Англии. Средняя температура января — +5,9 °C — как в Сочи; средняя температура июля — +17 °C — как в Таллине. Крайние температуры, зарегистрированные в городе составляют +33.5 °C и −16.4 °C соответственно.
| Показатель                    | Янв. | Фев. | Март | Апр. | Май  | Июнь | Июль | Авг. | Сен. | Окт. | Нояб. | Дек. | Год   |
| ----------------------------- | ---- | ---- | ---- | ---- | ---- | ---- | ---- | ---- | ---- | ---- | ----- | ---- | ----- |
| Средний суточный максимум, °C | 9,1  | 9,4  | 11,3 | 13,8 | 17,1 | 20,0 | 21,8 | 21,6 | 19,3 | 15,5 | 12,0  | 9,4  | 15,0  |
| Средняя температура, °C       | 5,9  | 5,9  | 7,4  | 9,3  | 12,2 | 15,2 | 17,0 | 16,9 | 14,6 | 11,6 | 8,2   | 6,0  | 10,9  |
| Средний суточный минимум, °C  | 2,6  | 2,4  | 3,5  | 4,8  | 7,3  | 10,4 | 12,1 | 12,1 | 9,9  | 7,8  | 4,4   | 2,7  | 6,7   |
| Норма осадков, мм             | 85,6 | 65,1 | 62,3 | 61,4 | 51,0 | 53,8 | 48,2 | 64,1 | 60,3 | 92,5 | 95,3  | 90,1 | 829,2 |
| Источник:                     |      |      |      |      |      |      |      |      |      |      |       |      |       |

## История
Прежде был сильно укреплён и состоял из узких и кривых улиц, какие и до сих пор ещё уцелели в его старой части; в новой части хорошие улицы, большие площади, красивые и величественные здания, например епископский дворец, учительская семинария. Главная достопримечательность города — большой кафедральный собор, основанный ещё в 1050 г., построенный первоначально в норманнском стиле (1112 г.), но затем доведённый до своего настоящего вида в готическом стиле (между 1280 и 1370 г.), длиной в 124 м и шириной в 23 м, с двумя башнями в 50 м высоты, несколькими капеллами, окнами, часами (XIV в.), епископским престолом (работы 1470 г.), самым знаменитым в Англии органом, богатой библиотекой, многими памятниками епископов и так называемой Minstrels Gallery, в нишах которой расставлены играющие на музыкальных инструментах ангелы — оригинальное произведение скульптуры. Западный фасад собора украшен статуями. Здание суда, построенное ещё до завоевания Англии норманнами; построенная в 1593 г. ратуша (Guildhall); театр. Политехническое общество; Общество поощрения художеств с библиотекой и музеем.
В XVIII веке Эксетер был значительным промышленно-фабричным городом и даже главным центром шерстяной мануфактуры; теперь он все больше принимает характер коммерческого города. Производство перчаток, сельскохозяйственных машин и кружев (Honiton lace). Трамваи, три железнодорожные линии; канал в 4 м глубиной, прорытый ещё в 1544 г. и соединяющий Эксетер с Топшэмом при устье pеки Экс. Суда вместимостью в 150 тонн могут подниматься до самого города. Эксетер у римлян назывался лат. Isca Dumnoniorum, у бриттов Саеr-Isk, у англосаксов Exanceaster, на среднелатинском яз. — Exonia. Вильгельм Завоеватель осаждал Эксетер в 1085 г. и построил крепость или замок Rougemont; позднее город также много раз подвергался осадам, в последний раз — парламентской армией под начальством Ферфакса в 1646 году.
В 1922 г. в городе был основан университетский колледж, который в 1955 г. в связи с получением королевской хартии переименован в Эксетерский университет. Канцлером университета в 2006 г. избрана актриса и телеведущая Флоэлла Бенджамин.
22 мая 2008 произошёл взрыв в районе центра города в кафе около торгового центра. При взрыве никто не пострадал, кроме взрывника.
Город Эксетер и его окрестности являются фоном для серии детективно-исторических романов Бернарда Найта (Bernard Knight), героем которых является коронер короля Ричарда Львиное Сердце Джон де Вулф.

## Достопримечательности

### Культовые сооружения
- Кафедральный собор Апостола Петра в Эксетере. Англиканский собор в готическом стиле. Строительство завершилось в 1400 году[8].
- Бенедиктинский приорат Святого Николая[англ.]. Во время роспуска монастырей церковь и дом главы были снесены, но хозяйственные постройки остались нетронутыми. До наших дней сохранились части северной и западной частей монастыря, причем в западной части сейчас находится музей, принадлежащий Exeter Historic Buildings Trust[9].
- Синагога Эксетера[англ.]. Третья старейшая синагога в Соединённом Королевстве. Построена в 1763 году[10].

## Города-побратимы
- Ренн, Франция
- Бад-Хомбург, Германия
- Террачина, Италия

В 2022 году Эксетер приостановил сотрудничество с Ярославлем из-за вторжения России на Украину.

## Известные люди
- Генри де Брактон (около 1210—1268) — английский юрист.

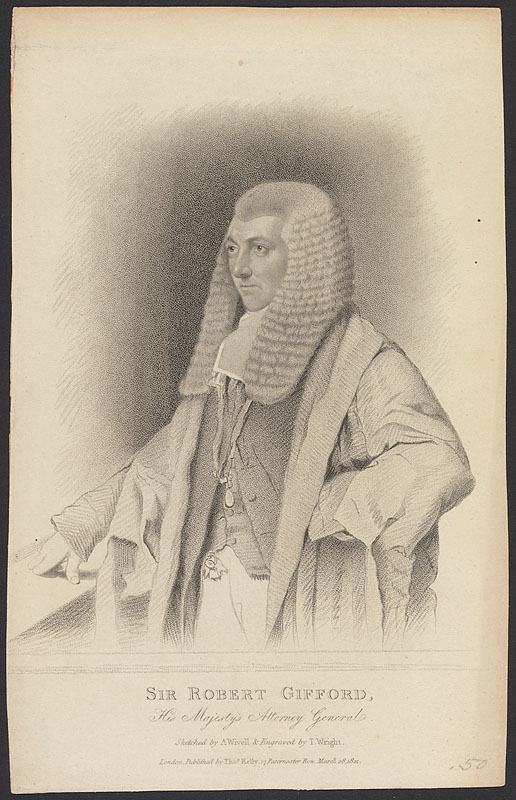
Роберт Гиффорд

- Роберт Гиффорд (1779—1826) — британский пэр, барон, юрист, судья и политик.
- Джон Уайт Эббот (1763—1851) — английский хирург и художник.
- Крис Мартин (род. 1977) — вокалист и клавишник группы Coldplay.
- Мэттью Гуд (род. 1978) — английский актёр.
- Брук, Генри Джеймс (1771—1857) — английский минералог и кристаллограф.
- Брэдли Джеймс (англ. Bradley James) (род. 1983) — английский актёр
- Ричард Паркер (1767–1797) – руководитель восстания 1797 год.